# 2005 PN21
2005 PN21 est un objet transneptunien d'environ 242 km de diamètre qui n'a été observé qu'une seule nuit.